# Lorenzo Milani
Don Lorenzo Milani, nome completo Lorenzo Carlo Domenico Milani Comparetti (Firenze, 27 maggio 1923 – Firenze, 26 giugno 1967), è stato un presbitero, scrittore, docente ed educatore cattolico italiano.
La sua figura di prete è legata all'esperienza didattica rivolta ai bambini poveri nella disagiata e isolata scuola di Barbiana, nella canonica della chiesa di Sant'Andrea. I suoi scritti innescarono aspre polemiche, coinvolgendo la Chiesa cattolica, gli intellettuali e politici dell'epoca; Milani fu un sostenitore dell'obiezione di coscienza opposta al servizio militare maschile (all'epoca obbligatorio in Italia); per tale motivo fu processato per apologia di reato. In primo grado venne assolto "perché il fatto non costituisce reato", mentre in appello morì prima che si giungesse a sentenza.
Il suo libro Esperienze Pastorali, inizialmente dotato dell'imprimatur ecclesiastico, fu oggetto di un decreto del Sant'Uffizio del 1958 contenente la proibizione di stampa e di diffusione e, solo nel 2014, dopo 56 anni, la ristampa del libro non ha più avuto proibizione da parte della Chiesa.

## Biografia
Lorenzo Milani nacque da Albano Milani Comparetti e da Alice Weiss, ebrea triestina. Era il secondogenito di tre figli, preceduto da Adriano e seguito da Elena. Il padre, un chimico con la passione per la letteratura, si dedicava alla gestione dei suoi poderi di Montespertoli (Firenze), comprendenti la villa nella frazione Gigliola e nei pressi del castello di Montegufoni. Il padre era figlio di Luigi Adriano Milani, archeologo e numismatico che aveva sposato Laura Comparetti, figlia del filologo e senatore Domenico e della pedagogista Elena Raffalovich. Lorenzo Milani era zio del matematico e astronomo Andrea Milani Comparetti. Da queste illustri parentele i Milani avevano ereditato libri, opere d'arte e reperti archeologici..
La madre proveniva da una famiglia di ebrei boemi che si erano trasferiti a Trieste per lavoro. Anch'ella poteva vantare un notevole bagaglio culturale: allieva di James Joyce, era cugina di Edoardo Weiss, che la introdusse agli studi di Sigmund Freud. I genitori, che si dichiaravano entrambi agnostici e anticlericali, intrapresero rapporti di amicizia con altre famiglie della cultura fiorentina come gli Olschki, i Valori, i Pavolini, i Castelnuovo Tedesco, i Ranchetti Cappelli, gli Spadolini. Lorenzo, Adriano e Elena, dunque, vissero in un clima estremamente vivace dal punto di vista intellettuale.
Nel 1930, a causa della crisi economica, la famiglia si spostò a Milano. Trattandosi di una famiglia comprendente ebrei, il progressivo aggravarsi negli anni successivi dell'antisemitismo e l'ascesa del nazismo in Germania indussero i genitori a contrarre cautelativamente matrimonio con rito cattolico e a battezzare i loro figli.
Lorenzo Milani parlava inglese, francese, tedesco, spagnolo, latino ed ebraico.
Ragazzo vivace e intelligente, frequentò con scarso profitto il liceo ginnasio Giovanni Berchet di Milano, diplomandosi nel maggio del 1941. 
Rifiutò di iscriversi all'università - cosa che i genitori avrebbero desiderato - e manifestò l'intenzione di dedicarsi all'attività di pittore.
A fine maggio 1941 iniziò a frequentare lo studio del pittore tedesco Hans-Joachim Staude a Firenze. Staude si rivelerà figura fondamentale non solo per la crescita artistica di Lorenzo, ma anche per il suo cammino verso la conversione. Secondo la biografia scritta da Neera Fallaci, le regole artistiche apprese dal maestro - in un soggetto cercare sempre l'essenziale, vedere sempre i dettagli come parte di un tutto - saranno da Lorenzo applicate alla vita, così come più tardi dirà lui stesso al suo maestro.
A settembre 1941 Lorenzo Milani si iscrisse al corso di pittura all'Accademia di Brera a Milano. Qui ebbe come insegnanti Achille Funi ed Eva Tea. Quest'ultima ebbe un ruolo importante nel suscitare nel giovane Lorenzo l'interesse per l'arte sacra e la liturgia.
In quel periodo Milani "aveva una infatuazione per una bella ragazza dai capelli rossi conosciuta a Brera. Si chiamava Tiziana. Lorenzo mi mostrò dei ritratti che le aveva fatto", ricorda l'amico Saverio Tutino.
Tiziana Fantini, compagna di corso di Lorenzo, era già impegnata sentimentalmente, ma i due trascorrevano insieme molto tempo condividendo la passione per l'arte e un atteggiamento di opposizione al regime fascista. Secondo Valentina Alberici, Tiziana sarà testimone privilegiata del cambiamento interiore di Lorenzo: «Io mi farò prete», le confiderà nel 1942 in una chiesa. Mentre Lorenzo frequenterà solo il primo anno di Accademia, Tiziana Fantini concluderà il corso di studi e diventerà pittrice prima a Milano, poi a Trieste.
Un'altra liaison di una certa intensità riguardò Carla Sborgi, zia di Pietro Ichino (i cui genitori sostennero molte delle iniziative di Don Milani), definita da Neera Fallaci "quasi fidanzata". Michele Ranchetti, amico sia della donna sia di Don Milani, testimoniò della "ferita" che le cagionò l'abbandono da parte di Lorenzo quando questi entrò in seminario; il rapporto non si interruppe, anzi nella sua agonia il religioso la chiamò al suo capezzale e la presentò ai ragazzi di Barbiana.
Il crescente interesse di Lorenzo per la liturgia è testimoniato dal fatto che, nell'estate del 1942, durante una vacanza a Gigliola, decise di affrescare una cappella; durante i lavori lesse un vecchio messale e si appassionò, come scrisse diciottenne all'amico Oreste Del Buono che era stato suo compagno al Liceo Berchet di Milano: «Ho letto la Messa. Ma sai che è più interessante dei "Sei personaggi in cerca d'autore"?». Successivamente, al ritorno a Milano, si interessò ancora di liturgia.
Nel 1943, anche a causa della guerra, Lorenzo lasciò Milano e si trasferì di nuovo con la famiglia a Firenze.

### Conversione di Lorenzo Milani
Nel 1934 aveva preso la prima comunione a Montespertoli, nella pieve di San Pietro in Mercato; nel 1943 si convertì al Cattolicesimo e il 13 giugno ricevette la cresima dal cardinale Elia Dalla Costa. La svolta ci fu grazie al colloquio con don Raffaele Bensi, che in seguito fu il suo padre spirituale e che così la descrisse:
(Raffaele Bensi)
Le circostanze della sua conversione sono sempre rimaste piuttosto confuse e oscure, anche per la riservatezza dello stesso Milani sull'argomento. Tuttavia dalle testimonianze di Hans-Joachim Staude e di Tiziana Fantini sembra evidente che Lorenzo fosse in uno stato di ricerca spirituale da vario tempo.
Neera Fallaci riporta tuttavia un passo dello stesso Don Milani:
(Lorenzo Milani)
Il 9 novembre 1943 entrò nel seminario di Cestello in Oltrarno. Il periodo del seminario fu per lui piuttosto duro, poiché cominciò fin dall'inizio a scontrarsi con la mentalità della Chiesa e della curia: non riusciva a comprendere le ragioni di certe regole, prudenze, manierismi che ai suoi occhi erano lontanissimi dall'immediatezza e sincerità del Vangelo. Fu ordinato sacerdote nel duomo di Firenze il 13 luglio 1947 dal cardinale Elia Dalla Costa. Il suo primo, e breve, incarico fu a Montespertoli come vicario in aiuto del parroco locale.

### Il periodo a San Donato di Calenzano
Venne inviato come coadiutore a San Donato di Calenzano, vicino a Firenze, dove lavorò per una scuola popolare di operai e strinse amicizia con altri sacerdoti come Danilo Cubattoli, Bruno Borghi e Renzo Rossi.
Gli fu amico e collaboratore il calenzanese Agostino Ammannati, che insegnava lettere nel liceo classico Cicognini a Prato.
Negli anni a Calenzano scrisse Esperienze pastorali, che ebbe una forte eco per i suoi contenuti.

### Fondazione della scuola di Barbiana

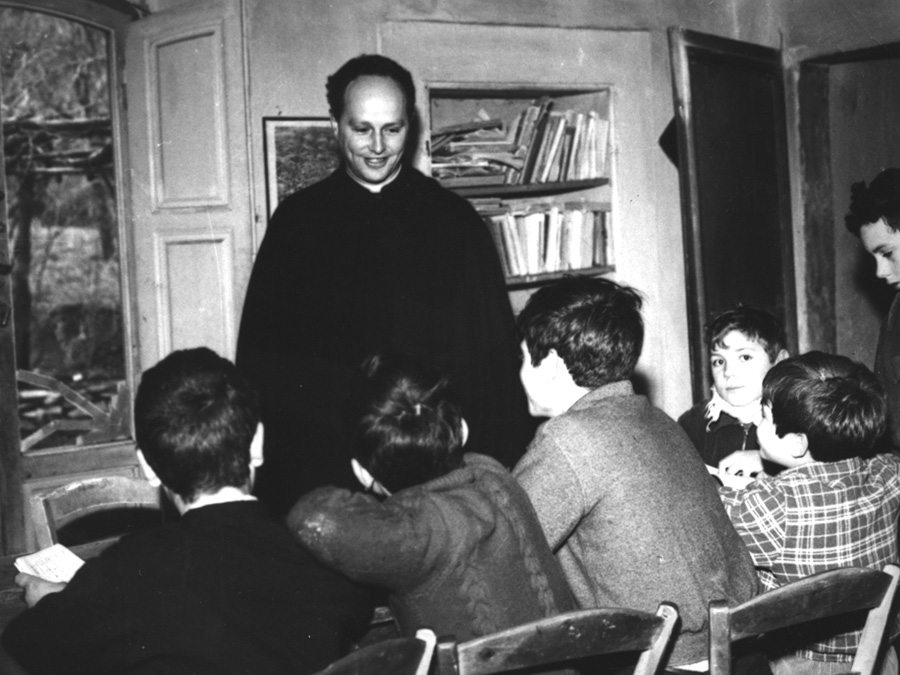
Don Milani in aula con i suoi allievi

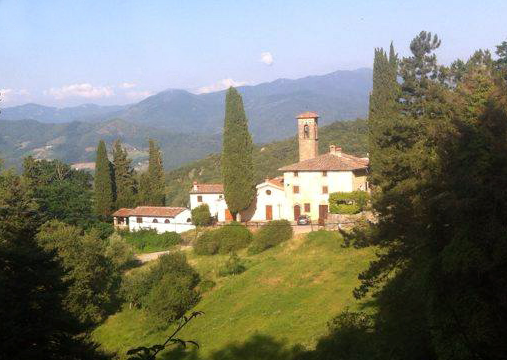
La chiesa di Barbiana

Nel dicembre del 1954, a causa di screzi con la Curia di Firenze che lo riteneva troppo franco e poco felpato nei toni e troppo vicino agli emarginati, venne mandato a Barbiana, minuscola e sperduta frazione di montagna nel comune di Vicchio, in Mugello, dove entrò in contatto con una realtà di povertà ed emarginazione ben lontana rispetto a quella in cui aveva vissuto gli anni della sua giovinezza. Iniziò in quelle circostanze il primo tentativo di scuola a tempo pieno, espressamente rivolto a coloro che, per mancanza di mezzi, sarebbero stati quasi inevitabilmente destinati a rimanere vittime di una situazione di subordinazione sociale e culturale. In quelle circostanze, iniziò a sperimentare il metodo della scrittura collettiva.
Gli ideali della scuola di Barbiana erano quelli di costituire un'istituzione inclusiva, democratica, con il fine non di selezionare ma piuttosto di far arrivare, tramite un insegnamento personalizzato, tutti gli alunni a un livello minimo d'istruzione garantendo l'eguaglianza con la rimozione di quelle differenze che derivano da censo e condizione sociale.
La sua scuola era alloggiata in un paio di stanze della canonica annessa alla piccola chiesa di Barbiana, un paese con un nucleo di poche case intorno alla chiesa e molti casolari sparsi sulle pendici del Monte Giovi: con il bel tempo si faceva scuola all'aperto sotto il pergolato. La scuola di Barbiana era un vero e proprio luogo collettivo dove si lavorava tutti insieme e la regola principale era che chi sapeva di più aiutava e sosteneva chi sapeva di meno, 365 giorni all'anno.
La scuola suscitò immediatamente molte critiche e a essa furono rivolti attacchi, sia dal mondo della chiesa sia da quello laico.
Le risposte a queste critiche vennero date con "Lettera a una professoressa" (maggio 1967), in cui i ragazzi della scuola (insieme a don Milani) denunciavano il sistema scolastico e il metodo didattico che favoriva l'istruzione delle classi più ricche (simboleggiate da "Pierino del dottore", il figlio del dottore, che sa già leggere quando arriva alle elementari), mentre permaneva la piaga dell'analfabetismo in gran parte del paese. La Lettera a una professoressa fu scritta negli anni della malattia di don Milani. Pubblicato un mese prima della sua morte è diventata uno dei testi di riferimento del movimento studentesco del '68. Altre esperienze di scuole popolari sono nate nel corso degli anni basandosi sull'esperienza di don Lorenzo e sulla Lettera a una professoressa.
Fu don Milani ad adottare il motto inglese "I care", letteralmente mi importa, mi interessa, ho a cuore (in dichiarata contrapposizione al "Me ne frego" fascista), che sarà in seguito fatto proprio da numerose organizzazioni religiose e politiche. Questa frase scritta su un cartello all'ingresso riassumeva le finalità educative di una scuola orientata alla presa di coscienza civile e sociale.
Don Milani abolì ogni forma di punizione corporale (canna per bacchettare, sale sulle ginocchia, ecc.) all'epoca ammesse per legge nella scuola pubblica, sostituendole con la perdita della benevolenza o del sorriso del maestro. Sebbene l'attività sportiva rivestisse un'importanza molto limitata nel modello educativo di don Milani, egli imitò l'esempio del pedagogista rinascimentale Vittorino da Feltre che appunto sosteneva la necessità che l'esercizio mentale si alternasse alle pratiche ginniche. La sua concezione pedagogica è detta del professore-amico in contrapposizione al modello prevalente di un docente distaccato e autoritario che trovava legittimazione nel primato dell'autorità della cultura come era riconosciuto dalle stesse famiglie degli studenti: erano rari gli episodi di cause in tribunale e contestazioni dei voti o del comportamento dei docenti, le famiglie tendevano a dare ragione al maestro piuttosto che ai figli.

#### Critiche alla pedagogia di Barbiana

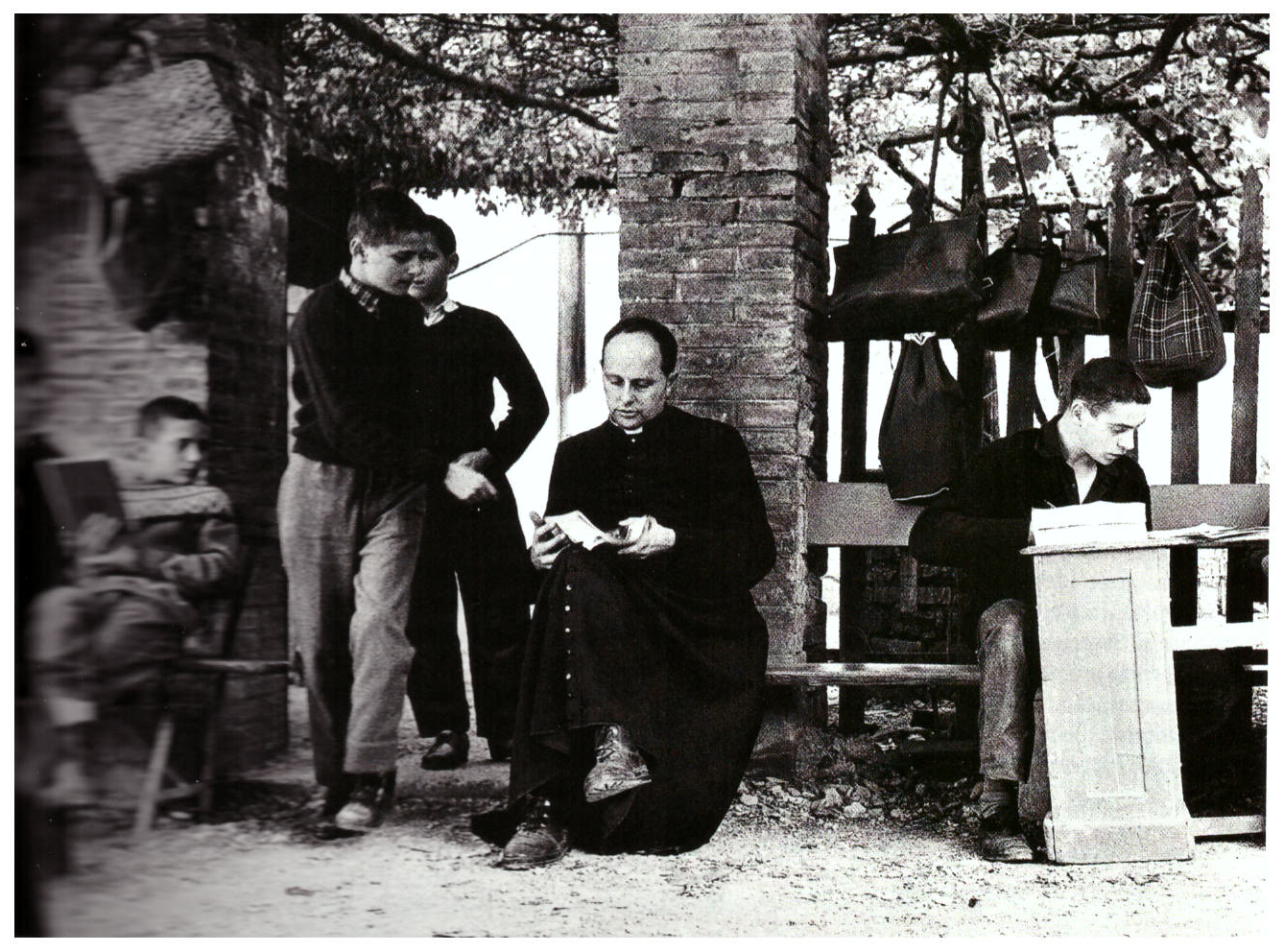
Don Lorenzo Milani insieme ai suoi studenti di Barbiana, fotografia di Oliviero Toscani, 1959

«La colpa dell'insegnante, agli occhi dei ragazzi di Barbiana, è di essere la ligia e ben retribuita esecutrice di un complotto scientemente ordito dal Sistema. Un complotto che, come si ripete tante volte nella lettera, mira a ingannare i poveri e i contadini... È l'idea che ci sia uno Stato, una scuola, una società, in una parola, un Sistema di cui si parla in terza persona, il cui preciso fine è quello di fregare, appunto, un noi in cui s'includono tutti coloro che, almeno pro tempore, lottano per il disvelamento del grande inganno (e perciò sono esenti da qualsiasi colpa) ... [Ma] ... nell'arco di pochi anni ricchi e poveri saranno indistinguibili, e finiranno per scambiarsi le parti ... Potenti diverranno gl'incensatori dell'altarino di don Milani, mentre gli odiati laureati, lungi dall'accaparrarsi laticlavi e ministeri... faranno la coda per un posto da lavapiatti... A restare al suo posto sarà solo la professoressa, composta donna d'ordine che ieri bocciava troppo e oggi nemmeno può, anche volendo: ieri come oggi, sotto la gragnuola d'insulti di chi la vuole responsabile di tutti gli analfabetismi, capro espiatorio di ogni delitto».
È stato osservato come la scuola italiana attuale sia in fondo quella auspicata da don Milani: «...abbiamo emarginato sempre più la grammatica e la lettura (dei classici, in primis)... s'invita la professoressa a non fare Foscolo o l'Iliade tradotta dal Monti perché la difficoltà di quei testi umilia i "poveri"...». Lo studio di Vanessa Roghi, dedicato alla Lettera a una professoressa di don Milani, respinge la visione della Mastrocola.
Si scrive nella Lettera: «Bisognerebbe intendersi su cosa sia lingua corretta. Le lingue le creano i poveri (...) I ricchi le cristallizzano per poter sfottere chi non parla come loro (...). Tutti i cittadini sono eguali senza distinzione di lingua, l'ha detto la Costituzione. Ma voi avete più in onore la grammatica che la Costituzione.» Concludeva la Lettera: «A pedagogia vi chiederemo solo di Gianni. A italiano di raccontarci come avete fatto a scrivere questa bella lettera. A latino qualche parola antica che dice il vostro nonno. A geografia la vita dei contadini inglesi. A storia i motivi per cui i montanari scendono al piano. A scienze ci parlerete di sarmenti e ci direte il nome dell'albero che fa le ciliegie».
E in realtà la scuola attuale raccomanda più del "sapere" il "saper fare" ma «Non dovremmo quindi stupirci se ora i nostri ragazzi non sono capaci di scrivere, non sanno dov'è il Caucaso, non studiano più latino e hanno un lessico ristrettissimo. Ma ... il colpevole non è don Milani, siamo noi, è la pervicacia sconsiderata con cui per cinquant'anni abbiamo continuato quella sua strada, forse giustissima allora, ma oggi?».
Al tempo il problema era quello di offrire la scuola anche ai figli dei contadini ma ora la scuola è veramente aperta a tutti:

### La morte
Don Milani morì il 26 giugno 1967, a 44 anni, a causa di un linfoma di Hodgkin; negli ultimi mesi della malattia volle stare vicino ai suoi ragazzi perché, come sosteneva, "imparassero che cosa sia la morte". Tuttavia, nei suoi ultimi giorni di vita fu riportato a Firenze, per morire in casa di sua madre.
Fu poi tumulato nel piccolo cimitero poco lontano dalla sua chiesa-scuola di Barbiana, seppellito in abito talare e, su sua espressa richiesta, con gli scarponi da montagna ai piedi.

## Gli scritti
Per i suoi scritti (ad esempio L'obbedienza non è più una virtù), e per affermazioni come «Io reclamo il diritto di dire che anche i poveri possono e debbono combattere i ricchi» venne incluso nel novero dei cosiddetti cattocomunisti, definizione spesso denigratoria, attribuita allora a un prete scomodo, che al contrario si era sempre opposto con i suoi scritti e con le sue parole a qualsiasi tipo di dittatura e di totalitarismo, incluse le derive comuniste più note come ne fa testimonianza la Lettera a Pipetta:
In seguito alla pubblicazione di un documento in cui i cappellani militari della Toscana dichiarano di considerare "un insulto alla patria e ai suoi caduti la cosiddetta obiezione di coscienza che, estranea al comandamento cristiano dell'amore, è espressione di viltà", Lorenzo Milani diffonde un suo scritto in difesa dell'obiezione di coscienza alle Forze Armate (pubblicato dal settimanale Rinascita il 6 marzo 1965). Denunciato da "un gruppo di ex combattenti" viene processato per apologia di reato e assolto in primo grado il 15 febbraio 1966. Muore prima della sentenza di appello del 28 ottobre 1967 che dichiara il reato estinto per morte del reo.
Oltre a Esperienze pastorali, che fu ritirato pochi mesi dopo la pubblicazione, scrisse nel campo dell'educazione i testi frutto dell'esperienza di Barbiana: L'obbedienza non è più una virtù (a cura di Carlo Galeotti, contiene documenti sul processo a Don Milani, 1965) e Lettera a una professoressa (1967), che sono stati scritti collettivamente insieme a tutti i ragazzi che frequentavano la scuola seguendo il "metodo" di don Milani:
Un giorno si mettono insieme tutti i foglietti su un grande tavolo... si riuniscono i foglietti imparentati in grandi monti e son capitoli. Ogni capitolo si divide in monticini e son paragrafi... Qualche paragrafo sparisce, qualcuno diventa due. Coi nomi dei paragrafi si discute l'ordine logico finché nasce uno schema... Comincia la gara a chi scopre parole da legare, aggettivi di troppo, ripetizioni, bugie, parole difficili, frasi troppo lunghe, due concetti in una frase sola... Si chiama un estraneo dopo l'altro. Si bada che non siano stati troppo a scuola. Gli si fa leggere a alta voce. Si guarda se hanno inteso quello che volevamo dire. Si accettano i loro consigli purché siano per la chiarezza. Si rifiutano i consigli di prudenza.»
(Lettera a una professoressa, 1967)
Le carte originali di Don Milani sono custodite presso la Fondazione Giovanni XXIII (già Istituto per le scienze religiose) di Bologna, presso la Fondazione don Lorenzo Milani di Firenze e presso l'istituzione culturale "Centro documentazione don Lorenzo Milani e Scuola di Barbiana", a Vicchio. L'indice cronologico degli scritti di don Milani si può trovare: J. L. Corzo e F. Ruozzi, Cronotassi degli scritti di don Milani, Cristianesimo nella Storia 33 (2012) 143-202.

### L'analisi di Montanelli
Indro Montanelli scrisse nel dicembre 1958, sul Corriere della Sera, delle appena pubblicate Esperienze pastorali di Don Milani, e ne trasse lo spunto per osservazioni che riguardano direttamente anche il loro autore, allora parroco di San Donato. Con ampi stralci del testo del religioso, il giornalista riferisce di esserne stato incuriosito dalla diffusione dell'argomento «in certi circoli» e dall'essergli stato presentato il testo come «il nuovo Vangelo di quei giovani radicali della sinistra democristiana che fanno capo a La Pira».
La prima critica, sviluppata sulla Lettera dall'oltretomba ai missionari cinesi, è che il libro «è stato scritto, e anche stampato, con tale spregio di tutto ciò che può costituire richiamo per il lettore, da disarmare qualunque diffidenza sulle sue intenzioni». Non si sarebbe sorpreso, dice Montanelli, se avesse scoperto che Don Milani davvero credeva che un giorno saranno i religiosi cinesi a ricristianizzare l'Europa, come nella finzione letteraria: «è un di quei preti, si vede benissimo, per i quali ogni giorno è venerdì e che dormono abbracciati con l'Apocalisse. Comunque, è certo che non fa nulla per procurarsi clienti fra noi profani e per attirarsene la simpatia». I commenti di Don Milani, prosegue la recensione, sarebbero «ispirati più dal timor di Dio che dal rispetto per gli uomini. È chiaro, anche troppo, che di costoro a don Milani interessa solo l'anima e la sua salvezza».
Montanelli così sintetizza «all'ingrosso» il pensiero di Don Milani: «la Chiesa ha smarrito il gregge, ed è perciò che questo non trova più la strada di Dio. La Chiesa si occupa di rituale, si occupa di politica, fa della beneficenza materiale, scende a qualunque compromesso con chiunque ha i mezzi per pagarselo e si contenta di puntellare certe abitudini [...]. Ma ha dimenticato che Dio ha eletto il suo domicilio fra i poveri, che sono gli unici ad averne fame e sete». Ciò effonderebbe quindi un certo «puzzo d'eresia», accompagnato da «almeno qualche dozzina di "deviazioni" gianseniste»; e il giornalista aggiunge che Don Milani «dice senza dubbio molte cose assurde: quelle che gli hanno valso appunto la condanna del Sant'Uffizio».
Oltre all'articolo, Montanelli scrisse anche una lettera privata al religioso, resa pubblica molto tempo dopo, che principia con «avrei voluto dire di più e meglio. Ma il mio giornale ha delle esigenze», che Montanelli poteva solo in parte forzare e che in parte, afferma, aveva forzato. «Io sono con metà di me stesso (la migliore, temo) dalla sua parte. E con l'altra, col Sant'Uffizio».

### L'analisi di Pasolini
Nell'ottobre del 1967, alla Casa della Cultura di Milano, si tenne un dibattito fra gli studenti di Don Milani e Pier Paolo Pasolini sulla figura del prete, da non molto deceduto. L'intervento del poeta era incentrato sulla sua analisi di Lettera a una professoressa (e fu pubblicato nel gennaio successivo dal periodico Momento).
Dopo un'iniziale stroncatura dello stile linguistico («ero infastidito dalla eccessiva facilità delle parole, da un certo "neo-pascolianesimo"»), Pasolini passava ben presto a toni più entusiastici («mi son trovato immerso in uno dei più bei libri che io abbia letto in questi ultimi anni: un libro straordinario, anche per ragioni letterarie») e una volta fatto riferimento ai coevi scritti di Giovanni XXIII e di Paolo VI, aprì a ulteriori confronti con culture d'Oltreoceano: «Ciò che in questo libro mi ha entusiasmato è che è l'unico caso in Italia, che almeno mi sia capitato sotto gli occhi, in cui ci si trovi a un punto di calore, a un livello, che nel mondo si ha, per esempio, nella nuova sinistra americana, e specificamente newyorchese, o, dall'altra parte dell'orbe terracqueo, nella rivoluzione culturale cinese: la stessa forza ideale, assoluta, totale, senza compromessi; ed è questo che nel paese del qualunquismo mi ha riempito di gioia». Tuttavia questo accostamento non è - nella visione pasoliniana - un'identità e una coincidenza, residuano differenze e distinzioni; anzi, il rischio di qualunquismo riappare nel «sempre ricondurre il lettore a dei momenti, fatti, situazioni, atti, che siano rigorosamente concreti e pratici; e questo è un certo riduttivismo tipico di quella famosa moralità contadina, diventata poi piccolo-borghese nella fase paleo-industriale, che in Italia dà come prodotto il qualunquismo, parola spaventosa da dire a voi, ma che spero prendiate con intelligenza, con la coscienza completamente aperta».
Una delle critiche che Pasolini porgeva è infatti che il «contenuto ideale violentissimo, addirittura, in certi momenti, meravigliosamente terroristico, dei ragazzi di Barbiana, si immerge però, prende forma, dentro uno schema, che è lo stesso schema della moralità contadina diventata piccolo-borghese della professoressa», e i ragazzi peraltro non si son domandati «in che cosa consista la cultura della professoressa a cui essi si rivolgono», una cultura piccolo-borghese che nasce dal mondo contadino. Occorreva dunque, per il poeta, «rendervi conto che il mondo contadino da cui provenite è circoscritto, parziale, particolaristico, e voi dovete superarlo in tutti i suoi fenomeni».

## Polemiche e controversie

### La polemica del venticinquennale
Nel 1992, a 25 anni dalla morte di Don Milani, si dipanò sui giornali dell'epoca, principalmente La Repubblica, un'accesa polemica sulla figura del presbitero, resa infuocata da un intervento di Sebastiano Vassalli che già dal titolo (Don Milani, che mascalzone) prometteva di provocare dibattito; e mantenne.
Vassalli, scrittore del Gruppo 63, definì la scuola di Barbiana, presa a simbolo dai contestatori sessantottini, come «una sorta di pre-scuola (o di dopo-scuola) parrocchiale, dove un prete di buona volontà aiutava come poteva i figli dei contadini a conseguire un titolo di studio, e se non ci riusciva, incolpava i ricchi...»; precisò infatti che «ciò che spinse don Milani a prendere carta e penna e a scrivere il pamphlet contro la professoressa fu l'insuccesso di tre suoi allievi di Barbiana, presentatisi come privatisti a un esame in un istituto magistrale di Firenze: dove l'ignara professoressa li bocciò». Si sarebbe trattato quindi di una «"vendetta" per quelle bocciature» che lo stesso Don Milani avrebbe "confessato" per tale a pagina 139 della Lettera: "La seconda vendetta è questa lettera". Il risultato, secondo Vassalli, sarebbe stato un "uragano" piovuto non su tutti gli insegnanti italiani, ma sui migliori, sui più lodevoli, danneggiando proprio gli studenti poveri, che non potevano migrare verso la scuola privata. Scrisse Vassalli: «Attribuire [...] tutte le cifre e tutti i mali della scuola dell'epoca all'odio delle classi privilegiate verso i poveri, alla perfidia degli insegnanti della scuola di Stato [...] fu un atto di calcolata falsificazione della realtà e di violenta demagogia che l'eccitazione sociale e politica dei tempi non basta a giustificare. Di più: fu una mascalzonata, per cui migliaia di insegnanti seri e preparati, che avevano quest'unico torto, di voler continuare a fare il loro lavoro nonostante la paga misera, le attrezzature insufficienti, gli edifici scolastici cadenti, i doppi e i tripli turni nelle grandi città, si trovarono da un giorno all'altro segnati al dito e braccati dall'ira delle folle: erano loro, la causa di tutti i mali e di tutti i dissesti della scuola italiana! Loro che si ostinavano a insegnare l'algebra e l'Eneide, e che non capivano che, per eliminare la differenza di classe, bastava promuovere tutti, indiscriminatamente!».
Fra le reazioni a questo scritto, vi fu quella di Tullio De Mauro, il quale segnalava che in Esperienze pastorali «c'era già, concettualmente, l'essenziale di scritti successivi: là, tra i documenti pazientemente raccolti e annotati, c'era la stupefacente scoperta che lo Stato italiano, dalla legge Casati del 1859 in poi, poco o nulla aveva fatto per accompagnare, alle proclamazioni sull'obbligo scolastico, una reale politica di sviluppo dell'istruzione elementare»; e se ai dati del censimento del 1951 due terzi degli italiani non avevano la licenza elementare, e solo alcuni se n'erano allarmati, «Don Milani, i suoi alunni, gli altri molti che collaborarono, denunziarono con una forza e un'efficacia che gli Amici del Mondo, che il grande Partito Comunista non avevano saputo avere, il male antico della scuola di base italiana: che ancora quattro anni dopo la Lettera portava a terminare la scuola dell'obbligo meno del cinquanta per cento dei ragazzi». Convenne con Vassalli, De Mauro, «quando rimprovera ai giovani universitari del '68 l'uso della Lettera. L'avessero letta, avrebbero scoperto che anche loro stavano nel mazzetto esiguo dei "disgraziati privilegiati". La lotta alla selezione di classe nella scuola non andava combattuta in Italia nelle università, ma dove venivano e vengono falciati ragazzi e ragazze degli strati più poveri, anche culturalmente, del paese: nelle elementari, in prima media, al primo anno delle medie superiori».
Vassalli replicò di aver voluto «soltanto rivisitare un mito degli anni sessanta, con il senno degli anni novanta», ma rivendicò che «Sì, fu un simbolo del Sessantotto Don Milani invece [...] indipendentemente dalla sua volontà e da quella di chi lo conosceva, e lo fu come autore di un solo libro, quella Lettera a una professoressa, che, a torto o a ragione, venne poi usato negli anni successivi come manifesto dell'antiscuola.»; aggiunse che quella che si poteva trarre dalla lettura della Lettera era «concezione autoritaria ed autocratica del ruolo dell'insegnante; una concezione del tutto coerente con i modelli allora in auge nei paesi del socialismo reale, e con la sua visione classista della società.» Ribadendo che sul presbitero si era costruito un mito, notò che «Nacque il "donmilanismo": che, forse, era lontano dalle intenzioni di don Milani, ma che fa parte integrante del suo mito e non può essere trattato separatamente, come se appartenesse a un'altra persona...». Secondo Vassalli, Don Milani intese tradurre lo scontro fra borghesia e proletariato nello scontro fra docenti e studenti e, non potendo sconfiggere un sistema di potere legislativo dei democristiani e potere esecutivo dei burocrati che scrivono i programmi scolastici, «si scelse come bersaglio di comodo gli insegnanti» che di nessuno di quei poteri fanno parte.

### Accuse di pedofilia
La prima accusa di pedofilia è in un'opera dello storico dell'educazione Antonio Santoni Rugiu, che citava passi del medesimo Don Milani non riportando i punti in cui don Lorenzo respingeva le accuse di essere un «finocchio eretico e demagogo».
L'eco di quelle accuse è ritornata nel 2017, dopo la pubblicazione del romanzo Bruciare tutto, di Walter Siti, in cui viene trattato il tema della pedofilia. L'autore, in un'intervista al quotidiano la Repubblica, riferendosi al personaggio di don Leo, protagonista del libro, ha dichiarato di essersi ispirato a don Lorenzo Milani a cui è riferita la dedica in epigrafe: «All'ombra ferita e forte di don Milani». L'autore, di fronte alle polemiche nate per aver accostato don Milani alla pedofilia, ha sostenuto che la sua convinzione è nata da una frase estrapolata da una lettera del 10 novembre 1959 spedita da don Milani all'amico Giorgio Pecorini, giornalista de L'Europeo:
Parlano invece di «ricostruzioni becere» studiosi delle opere di don Milani, dalle quali risulta evidente, come lui stesso scriveva, il suo stile espressivo paradossale, peraltro piuttosto confuso:
Alberto Melloni, direttore dell'opera omnia del priore di Barbiana (frazione di Vicchio), ha affermato: 
Lo stesso Siti, da cui ha avuto origine la riproposizione dei sospetti di pedofilia di don Milani, ha infine dichiarato:

## La lettura di papa Francesco
Della missione sacerdotale di don Milani, papa Francesco ha così delineato l'impegno educativo:

## Opere
- Esperienze pastorali, Firenze, Libreria Editrice Fiorentina, 1958.
- L'obbedienza non è più una virtù. Documenti del processo di Don Milani, Firenze, Libreria Editrice Fiorentina, 1965.
- Obiezione di coscienza, Vicenza, La Locusta, 1965.
- I Care, Roma, Libreria Internazionale Paesi Nuovi, 1965. [Contiene: I cappellani militari e l'obiezione di coscienza e Autodifesa di Don Lorenzo Milani].
- Lettera a una professoressa, come Scuola di Barbiana, Firenze, Libreria Editrice Fiorentina, 1967; a cura della Fondazione don Lorenzo Milani, Firenze, Libreria Editrice Fiorentina, 2007, ISBN 978-88-95421-01-8.
- Perché tacere?, a cura di Rienzo Colla, già pubbl. in "Espresso-colore", 19 maggio 1968; in appendice Salvatore Baldassarri, Il caso don Milani, Vicenza, La Locusta, 1968.
- Stupidaggini che vanno di moda, in Vacanze, benedite il Signore, meditazioni e preghiere per le vacanze a cura di A. e C. Barbero, Torino, Gribaudi, 1969.
- Lettere alla mamma 1943-1967, a cura di Alice Comparetti Milani, Milano, Mondadori, 1970.
- Lettere di don Lorenzo Milani priore di Barbiana, a cura di Michele Gesualdi, Milano, A. Mondadori, 1970; I ed. riveduta, Mondadori, 1975; Nuova edizione con lettere inedite a cura di M. Gesualdi, San Paolo, 2007, ISBN 978-88-2156-000-2.
- Lettere alla mamma 1943-1967, a cura di Alice Comparetti Milani, Milano, A. Mondadori, 1973.
- Lettere in un'amicizia. 28 inediti a cura del destinatario Gian Carlo Melli, Firenze, Libreria Editrice Fiorentina, 1976.
- ...e allora Don Milani fondò una scuola. Lettere da Barbiana e San Donato, a cura di Mario Lancisi, Coines Edizioni, 1977.
- Scritti, a cura di Gianfranco Riccioni, introduzione di Ernesto Balducci, Firenze, Manzuoli, 1982.
- Il catechismo di don Lorenzo Milani. Documenti e lezioni di catechismo secondo uno schema storico, a cura di Michele Gesualdi, Firenze, Libreria Editrice Fiorentina, 1983.
- 29 lezioni di catechismo secondo un metodo storico. Estratte da Il catechismo di don Lorenzo Milani, Firenze, Libreria Editrice Fiorentina, 1985.
- La carta della Terra santa, Firenze, Libreria Editrice Fiorentina, 1986.
- Alla mamma. Lettere 1943-1967, edizione integrale annotata a cura di Giuseppe Battelli, Genova, Marietti, 1990. ISBN 88-211-6726-7.
- Libertà, V, Un muro di foglio e di incenso. Libertà nella Chiesa, Viterbo, Stampa Alternativa, 1994.
- Anche le oche sanno sgambettare, Viterbo, Nuovi equilibri/Stampa alternativa, 1995, ISBN 88-7226-257-7.
- La ricreazione, Roma, E/O, 1995, ISBN 88-7641-270-0.
- La parola ai poveri. Rilettura di una esperienza e di una testimonianza, Fossano, Esperienze, 1996, ISBN 88-8102-020-3.
- A una giovane sposa, Vicenza, La locusta, 1997.
- Il Vangelo come catechismo, Firenze, Libreria editrice fiorentina, 1997.
- L'obbedienza non è più una virtù e gli altri scritti pubblici, a cura di Carlo Galeotti, Roma, Stampa Alternativa, 1998, ISBN 88-7226-406-5.
- Don Milani. La ricreazione è finita. [Invettive contro la televisione, il ballo, il divertimento], a cura di Carlo Galeotti, Roma, Stampa Alternativa, 1999, ISBN 88-7226-526-6.
- I care ancora. Lettere, progetti, appunti e carte varie inedite e/o restaurate, a cura di Giorgio Pecorini, Bologna, EMI, 2001, ISBN 88-307-0997-2.
- Della parrocchia, con Arturo Carlo Jemolo, Vicenza, La Locusta, 2002.
- Lettere al mio prossimo, a cura di Gian Franco Riccioni, Firenze, Tierre, 2003, ISBN 88-86695-35-7.
- Una lezione alla scuola di Barbiana, a cura di Michele Gesualdi, Firenze, Libreria Editrice Fiorentina, 2004, ISBN 88-89264-10-1.
- La parola fa eguali. Il segreto della Scuola di Barbiana, a cura di Michele Gesualdi, Firenze, Libreria Editrice Fiorentina, 2005, ISBN 978-88-89264-58-4.
- Lettera a una professoressa edizione speciale 40 anni dopo, Firenze, Libreria Editrice Fiorentina, 2007.
- Ideario. 230 voci, a cura di Maria Laura Ognibene e Carlo Galeotti, Viterbo, Stampa Alternativa/Nuovi Equilibri, 2007, ISBN 978-88-6222-009-5.
- Pensieri e parole di Don Milani, Milano, Paoline, 2007, ISBN 978-88-315-3263-1.
- Epistolario. Venti anni di storia italiana, a cura di Gianfranco Riccioni, Firenze, Pagnini, 2010, ISBN 978-88-8251-325-2.
- L'obbedienza nella Chiesa, a cura della Fondazione don Lorenzo Milani, Firenze, Libreria Editrice Fiorentina, 2011, ISBN 978-88-6500-051-9.
- A che serve avere le mani pulite se si tengono in tasca, prefazione di Roberta De Monticelli, Milano, Chiarelettere, 2011, ISBN 978-88-6190-194-0.
- Cronotassi degli scritti di don Milani (1928-1967), a cura di Federico Ruozzi e Josè Luis Corzo, in "Cristianesimo nella Storia", n. 33, 2012, pp. 143–202.
- La parola agli ultimi, a cura di Josè Luis Corzo, Brescia, La scuola, 2012, ISBN 978-88-350-2957-1.
- «Perché mi hai chiamato?» Lettere ai sacerdoti, appunti giovanili e ultime parole, a cura di Michele Gesualdi, Collana Dimensioni dello Spirito, Cinisello Balsamo, San Paolo, 2013, ISBN 978-88-215-7927-1.
- La scuola della disobbedienza, premessa di Roberta De Monticelli, con uno scritto di Ernesto Balducci, Milano, Chiarelettere, 2015, ISBN 978-88-6190-729-4.
- Lorenzo Milani. Gli ultimi e i primi, a cura di Giovanna Ceccatelli, Collana Sorbonne, Firenze, Clichy, 2015, ISBN 978-88-6799-119-8.
- Tutte le opere, 2 voll., edizione diretta da Alberto Melloni, a cura di Federico Ruozzi e di Anna Carfora, Valentina Oldano, Sergio Tanzarella, Collana I Meridiani, Milano, Mondadori, 2017, ISBN 978-88-04-65746-0.

Volume I (contiene: Esperienze pastorali; Lettera a una professoressa; Franco, perdonaci tutti; Lezioni di catechismo)
Volume II (contiene: Lettere (1928-1967)
- Lettera ai cappellani militari; Lettera ai giudici, edizione critica e postfazione a cura di Sergio Tanzarella, Trapani, Il Pozzo di Giacobbe, 2017, ISBN 978-88-6124-664-5.

## Filmografia su Lorenzo Milani
- Un prete scomodo, regia di Pino Tosini (1975)
- Don Milani, regia di Ivan Angeli (1976)
- Don Lorenzo Milani e la sua scuola, in Viaggio nella lingua italiana – Scrittori non si nasce di Tullio De Mauro, Giorgio Pecorini, Brunella Toscani, a cura della Radio Televisione Svizzera Italiana (1979)
- Don Milani - Il priore di Barbiana, regia di Andrea Frazzi e Antonio Frazzi (1997)
- Domani è un altro giorno, regia di Gabriele Cecconi (1997)
- Don Lorenzo Milani. Un ribelle ubbidiente, in La Storia siamo noi, regia di Elisabetta Castana, a cura di Rai Educational (2002)
- Barbiana '65 - La lezione di Don Milani, regia di Alessandro G.A. D'Alessandro - documentario (2017)
- La favolosa storia di Barbiana, regia Rosalba Vitellaro, animazione RaiPlay (2024)

## Programmi televisivi Rai su Lorenzo Milani
- Don Milani: il dovere di non obbedire, in "la Grande Storia", a cura di Paolo Mieli (2017)

## Opere teatrali su Lorenzo Milani
L'albero delle parole, due atti di Maura Del Serra, Catanzaro, Rubbettino-Calabria Letteraria 1990; poi in TEATRO, Pistoia, Editrice petite plaisance, 2015, e edizione numerata, Pistoia, Editrice petite plaisance 2017.

## Musical su Lorenzo Milani
- Don Milani, il musical - Ultimo anch'io, testi e musiche di Alessandro Barbieri (2016) - compagnia La Fiaba Junior[56]
- Don Lorenzo, parole per sognare, regia e sceneggiatura di Chiara Zago, testi e musiche di Alessandro Barbieri e Nico Cornacchione (2019) - compagnia Famiglie della SAMZ di Milano.
- Lorenzo il Musical (2014)   canzoni del cantautore Riccardo Ceratti  -compagnia Tavolo 69-

## Biografia a fumetti
Alla figura del celebre sacerdote di Barbiana è stata dedicata anche una biografia a fumetti: Don Milani. Bestie, uomini e Dio, scritto da Gabriele Ba, disegnato da Riccardo Pagliarini e a cura di Carlo Ridolfi. L'opera tutta in bianco e nero ripercorre, con un tratto molto realistico, le tappe più salienti della vita di don Lorenzo Milani dalla sua formazione, la decisione di intraprendere la strada del seminario, le incomprensioni con la curia ecclesiastica fino ad arrivare all'esperienza di Barbiana. Il fumetto, seguendo le opere più famose di Don Milani, quali: Esperienze pastorali, L'obbedienza non è più una virtù e Lettera ad una professoressa, racconta tutto il suo impegno verso le persone più umili della società e la sua attenzione verso gli studenti più poveri e disagiati, respinti e considerati inadatti al tradizionale e selettivo percorso scolastico, che però rischia di “distruggere la cultura” o di “diventare un ospedale che cura i sani e respinge i malati”.

## Audioletture
- da Lettera ai cappellani militari contro la guerra